# Démaratosz spártai király
Démaratosz (görög betűkkel Δημάρατος),  eurüpóntida spártai király volt, uralkodása Kr. e. 515 – Kr. e. 491 közé tehető.
Arisztón spártai király fia, akinek harmadik házasságából született.
Kr. e. 506-ban hadjáratot indított Athén ellen, ám királytársával, I. Kleoménésszel időközben megromlott a kapcsolata, aminek következtében akciójuk kudarcba fulladt. Démaratosz uralkodását ettől kezdve beárnyékolta a királytársával való állandó versengés és civakodás. Vitájuk rövidesen politikai válsággá fejlődött.
Kleoménész végül több megvesztegett tanú segítségével elérte, hogy Démaratoszt törvénytelen származására való hivatkozással megfosszák hivatalától. Ezt követően Dareiosz perzsa királyhoz menekült akitől birtokot kapott.
A legenda szerint ő értesítette az otthoniakat Xerxész perzsa király Kr. e. 480-ban kezdődő Görögország elleni hadjáratáról.
| Előző uralkodó: Arisztón | Spárta eurüpóntida királya Kr. e. 515 – Kr. e. 491 | Következő uralkodó: II. Leótükhidasz |